# Mort de Breonna Taylor
Breonna Taylor, une ambulancière afro-américaine de 26 ans, est tuée par balle par des agents de la police de Louisville dans le Kentucky dans la nuit du 12 au 13 mars 2020.
Le procureur de l’État du Kentucky annonce en septembre 2020 qu'un seul des policiers (mais pas Myles Cosgrove, celui qui a tué Breonna Taylor) sera poursuivi, les autres ayant agi en état de légitime défense. Myles Cosgrove et un autre policier sont néanmoins renvoyés de la police, et la municipalité verse un dédommagement de douze millions de dollars à la famille de la victime, pendant qu'une enquête pénale distincte se poursuit au niveau fédéral. 
Dans le sillage de Black Lives Matter, la mort de Breonna Taylor est rappelée avec le slogan #SayHerName (« dire son nom », « dire le nom de cette femme »), qui cherche à rendre visible les femmes noires victimes de violences policières aux États-Unis. 

## Circonstances
Vers 0 h 45, dans la nuit du 12 au 13 mars 2020, les policiers de Louisville enfoncent la porte de l'appartement dans lequel dormaient Breonna Taylor, 26 ans, et son compagnon, Kenneth Walker,. Les agents ne sont pas équipés de caméras. Munis d'un mandat de perquisition, ils agissent dans le cadre d'un avis de recherche erroné portant principalement sur deux hommes, Jamarcus Glover et Adrian Walker, suspectés de vendre de la drogue par le biais de l'appartement de Breonna Taylor. En outre, une voiture enregistrée au nom de Breonna Taylor avait été aperçue à plusieurs reprises devant le domicile de Jamarcus Glover, et les noms de l'infirmière et de son compagnon faisaient également partie de l'avis de recherche.
Kenneth Walker, pensant qu'il s'agit d'un cambriolage, fait feu sur les policiers. L’un d’eux est blessé par balle à la jambe, les autres ripostent. Un policier, encore sur le palier, tire seize fois, « à l'aveugle », comme il le reconnait lors de son interrogatoire,. Lui et son collègue tirent vingt-deux fois en moins d'une minute. Breonna Taylor reçoit six balles, notamment à l'abdomen, et décède. Un autre policier tire à travers les fenêtres plusieurs balles qui traversent l'appartement et finissent dans celui des voisins, un couple avec un enfant en bas âge, sans les atteindre.
Aucune drogue n'est retrouvée dans l’appartement; le revendeur de drogue recherché était en fait déjà interpellé au moment où les policiers interviennent.
Le New York Times révèle qu'une douzaine de voisins interrogés affirment ne pas avoir entendu les policiers s'annoncer avant d'enfoncer la porte,. Les agents du SWAT admettent la mauvaise préparation de l'équipe qui est intervenue : ils ne savaient pas qui vivait dans l'appartement, ni que Breonna Taylor ne vivait plus avec l'homme qu'ils cherchaient.

## Réactions officielles et suites judiciaires

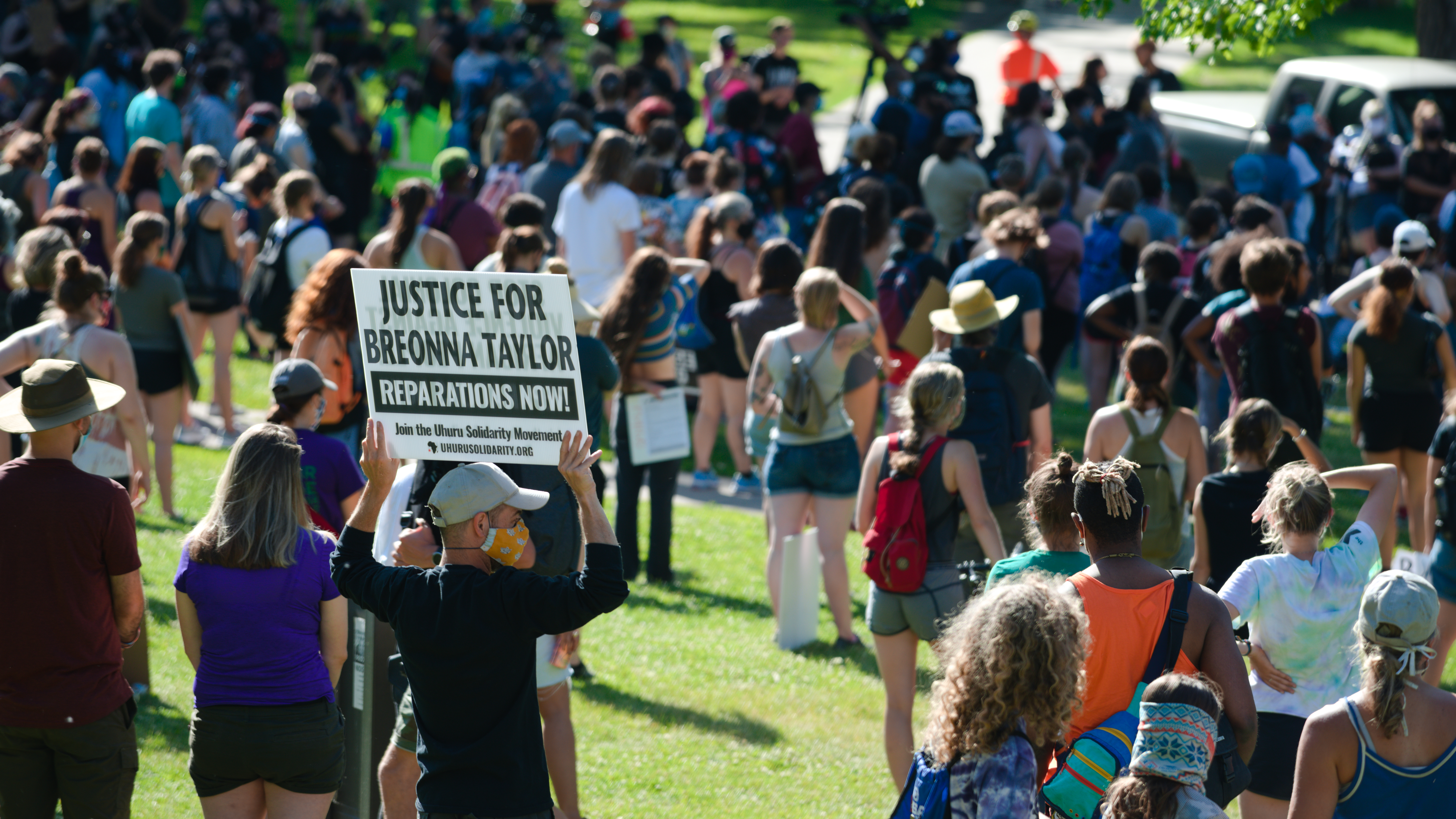
À Minneapolis, en juin 2020.

### Enquête locale et nationale
Kenneth Walker est arrêté pour tentative de meurtre sur un agent des forces de l’ordre ; il est relâché le 22 mai 2020. Le procureur de l’État du Kentucky Daniel Cameron annonce en septembre que seul Brett Hankison, le policier qui a tiré sur l'appartement voisin, est poursuivi, pour avoir « [mis] trois personnes [présentes] dans cet appartement en danger grave de blessures physiques ou de mort » ; il est renvoyé et plaide non coupable. Selon le procureur, les autres policiers auraient agi de manière justifiée, notamment en s'annonçant avant d'enfoncer l'appartement et aucune charge n'est retenue contre eux. Un jury a estimé qu'ils auraient « tiré en état de légitime défense »,. 
L’avocat de la famille de la jeune femme dénonce une décision « scandaleuse et insultante ». La NAACP y voit « un déni grossier de justice » et l'ACLU « un maintien de l’ordre et un système de justice criminelle pourris jusqu’à l’os ». La ligue féminine américaine de basket-ball, la WNBA, qui avait dédié sa saison à Breonna Taylor réagit par un communiqué : « La WNBA a dédié sa saison 2020 au combat contre le racisme systémique et les brutalités policières, en se focalisant sur les victimes féminines. La décision décevante d'aujourd'hui dans le cas de Breonna Taylor nous montre que nous devons poursuivre le combat »,.

### Réactions de la ville et de la police locale
La ville de Louisville trouve en septembre un accord à l’amiable avec la famille de la victime pour mettre fin au procès civil contre un dédommagement de douze millions de dollars,. L’accord  ne met pas fin à l’enquête pénale.
Le 29 décembre 2020, le policier auteur du coup de feu qui coûta la vie à Breonna Taylor, Myles Cosgrove, ainsi qu'un second officier chargé de la planification du raid de l'appartement de la victime, Joshua Jaynes, se voient notifier, par les services de police de la municipalité de Louisville, leur renvoi immédiat des forces de l'ordre,. Cette décision marque un tournant majeur dans l'affaire, les pouvoirs publics reconnaissant une faute grave. Le 6 janvier 2021, le LMPD licencie Cosgrove, qui a tiré et tué Taylor, et Jaynes, qui a obtenu le mandat pour le raid.

### Enquête fédérale
Le FBI mène une enquête indépendante,, annoncée le 21 mai 2021. Après l'annonce des accusations du grand jury de l'État, le FBI de Louisville  déclare qu'il « poursuit son enquête fédérale sur tous les aspects de la mort de Breonna Taylor. Ce travail se poursuivra au-delà des accusations de l'État annoncées aujourd'hui ». Le 4 août 2022, à la suite de l'enquête du FBI, le ministre de la justice américain annonce des poursuites fédérales contre quatre policiers impliqués dans la mort de Breonna Taylor, l'un pour « pour usage excessif de la force », les trois autres pour avoir menti sur le mandat de perquisition à l’origine du drame.

## «Say her name»

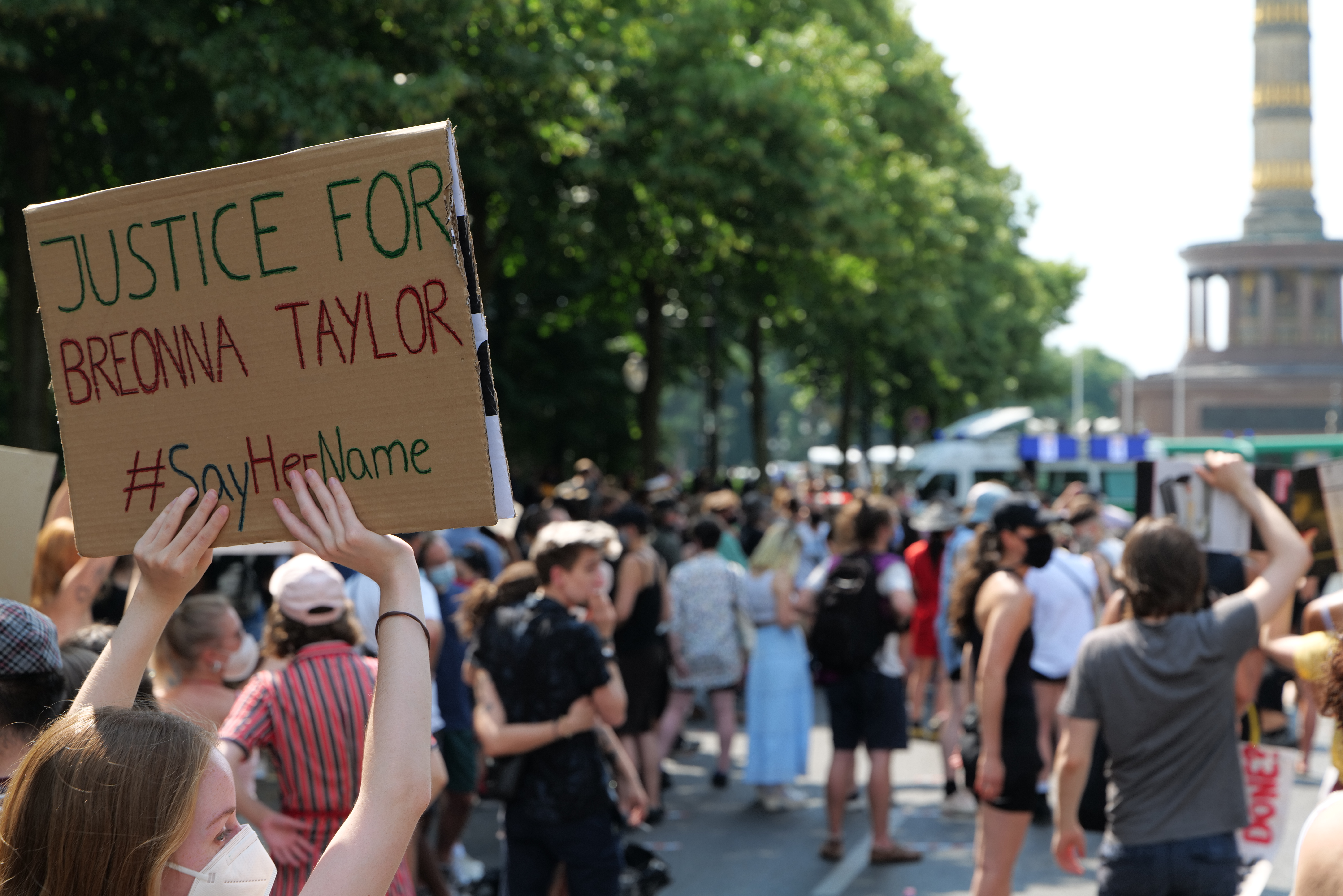
À Berlin en juin 2020.

Le 2 juin 2020, dans la même ville, David McAtee (en), un restaurateur de 53 ans afro-américain est tué par la police. L'indignation de la population redouble après la mort de Daniel Prude (en) le 30 mars, et celle de George Floyd, un Afro-Américain asphyxié sous le genou d’un policier blanc le 25 mai 2020 à Minneapolis (Minnesota). 
Des militants appellent les gens à « dire le nom de cette femme » (#SayHerName, « dire son nom ») dans le cadre d'un mouvement visant à se souvenir des femmes noires mortes des suites de violences policières, qui n'ont pas attiré la même attention que les victimes masculines,.
Le 27 juin 2020, un homme faisant partie de « groupes patriotes armés » tire à l'intérieur d'un parc de Louisville dans lequel se tient une manifestation pacifique contre le racisme, et fait un mort et un blessé. Le 24 septembre, des échauffourées éclatent ; 127 manifestants dénonçant les suites judiciaires de l’homicide sont arrêtés.

## Hommages nationaux
En mai 2020, dans le centre-ville de Louisville, un mémorial est construit en l'honneur de Breonna Taylor. Le centre du square Jefferson, lieu de rassemblements des manifestants contre les violences policières, est rebaptisé « Injustice Square » et devient un site commémoratif où s'accumulent fleurs, dessins et messages d'hommage. Le 7 novembre, une partie du mémorial est déplacée dans un musée local consacré à la culture afro-américaine,. Début décembre 2020, à la suite d'une décision municipale, un nom honorifique est attribué à une rue principale du centre de la ville de Grand Rapids, dans le Michigan, lieu de naissance de Breonna Taylor. Monroe Center Street NW est désormais surnommée « Breonna Taylor Way », en mémoire de la jeune Afro-Américaine devenue un symbole national de la lutte contre la brutalité policière et les discriminations raciales. Mi-décembre 2020, un buste à l'effigie de Breonna Taylor et une plaque portant l'inscription « Dites son nom : Breonna Taylor » sont installés sur une place, près de la mairie d'Oakland, en Californie. L'œuvre en céramique, réalisée à la main par un sculpteur local, est vandalisée puis volée fin décembre. Grâce à une collecte de fonds, via la plate-forme de financement participatif GoFundMe, l'artiste a pu rassembler suffisamment d'argent pour entreprendre la création d'une nouvelle statue, cette fois en bronze, en hommage à l'ambulancière de Louisville et au mouvement Black Lives Matter,,.